# Selaginella sandvicensis
Selaginella sandvicensis là một loài dương xỉ trong họ Selaginellaceae. Loài này được Baker mô tả khoa học đầu tiên.